# Stora Kåren
Stora Kåren är en sjö i Oskarshamns kommun i Småland och ingår i Marströmmens huvudavrinningsområde. Sjön är 9 meter djup, har en yta på 0,132 kvadratkilometer och befinner sig 34,2 meter över havet. Sjön avvattnas av vattendraget Marströmmen (Bodaån).

## Delavrinningsområde
Stora Kåren ingår i det delavrinningsområde (637201-153743) som SMHI kallar för Namn saknas. Medelhöjden är 44 meter över havet och ytan är 5,48 kvadratkilometer. Räknas de 23 avrinningsområdena uppströms in blir den ackumulerade arean 289,9 kvadratkilometer. Avrinningsområdets utflöde Marströmmen (Bodaån) mynnar i havet. Avrinningsområdet består mestadels av skog (92 %). Avrinningsområdet har 0,23 kvadratkilometer vattenytor vilket ger det en sjöprocent på 4,1 %.